# Kamenz
À ne pas confondre avec le bourg de Kamieniec Ząbkowicki en Pologne, dont le nom allemand est Kamenz.
Kamenz (en allemand : /ˈkaːmɛnt͡s/ ; en haut sorabe : Kamjenc) est une ville de Saxe en Allemagne, située dans l'arrondissement de Bautzen. Elle est connue comme le lieu de naissance du poète Gotthold Ephraim Lessing (1729-1781).

## Géographie
Ayant le statut de grande ville d'arrondissement (en allemand : Große Kreisstadt), Kamenz est située sur les rives de l'Elster noire dans la région historique de Haute-Lusace. Le centre-ville se trouve à 40 kilomètres au nord-est de Dresde et à 30 km au nord-ouest de Bautzen. Le territoire communal s'étend des contreforts ouest des Sudètes aux landes et étangs de Haute-Lusace au nord.
La gare de Kamenz est desservi par les trains Regionalbahn reliant la ville à Dresde.

## Subdivisions
Outre la ville de Kamenz, la municipalité comprend les villages suivants :
| - Bernbruch (Bambruch) - Biehla (Běła) - Brauna (Brunjow) - Cunnersdorf (Hlinka) - Deutschbaselitz (Němske Pazlicy) - Gelenau (Jelenjow) - Hausdorf | - Hennersdorf (Hendrichecy) - Jesau (Jěžow) - Liebenau (Lubnjow) - Lückersdorf (Lěpkarjecy) - Petershain - Rohrbach - Schiedel (Křidoł) | - Schönbach - Schwosdorf - Thonberg (Hlinowc) - Wiesa (Brěznja) - Zschornau (Čornow) |

## Histoire
| Appartenances historiques Royaume de Bohême 1235-1635 Électorat de Saxe 1635-1806 Royaume de Saxe 1806–1918 République de Weimar 1918–1933 Reich allemand 1933–1945 Allemagne occupée 1945–1949 République démocratique allemande 1949–1990 Allemagne 1990–présent |

Kamenz naît d'un habitat fortifié qui fut érigé vers la fin du XIIe siècle à l'endroit où la Via Regia, une voie de communication très importante menant à la Silésie, traversait la rivière Elster noire. Le lieu est mentionné pour la première fois dans un acte de 1225 ; il obtint son statut de ville en 1319. À partir de 1346, Kamenz faisait partie de la « Ligue de Haute-Lusace », une association autonome avec les villes de Bautzen, Görlitz, Lauban, Löbau et Zittau au sein des pays de la couronne de Bohême. En 1429, la ville fut assiégée et occupée par les hussites ; les citoyens avaient pris la fuite à Dresde en Saxe.
En 1493, un couvent des pères franciscains fut fondé à Kamenz, consacré à sainte Anne quelques années plus tard. Durant la Réforme protestante, notamment après la guerre de Smalkalde en 1547, les droits des citoyens et des communautés autonomes de la Haute-Lusace sont restreints par le souverain bohémien Ferdinand Ier. Lors de la signature du traité de Prague en 1635, la Haute-Lusace passa sous la domination des électeurs de Saxe. Une école latine était instituée à l'ancien couvent franciscain où le poète Gotthold Ephraim Lessing a été un élève plus tard.
La ville était le chef-lieu de l'ancien arrondissement de Kamenz jusqu'en 2008.

## Jumelages
La ville de Kamenz est jumelée avec :
- Kolín (Tchéquie) depuis 1992
- Alzey (Allemagne) depuis 1990
- Karpacz (Pologne) depuis août 2005

## Personnalités liées à Kamenz
- Le philosophe et poète Gotthold Ephraim Lessing (1729-1781) y est né ;
- Johannes Minckwitz (1812–1885), poète, traducteur et philologue, né au village de Lückersdorf ;
- Bruno Hauptmann (1899-1936), assassin du fils de Charles Lindbergh, exécuté ;
- Gottfried von Erdmannsdorff (1893–1946), général de la Wehrmacht, exécuté ;
- Werner von Erdmannsdorff (1891-1945), général de la Wehrmacht, exécuté
- Georg Baselitz (né en 1938), artiste peintre, sculpteur et graveur, né au village de Deutschbaselitz.